# St. Martin (Gräfenwarth)

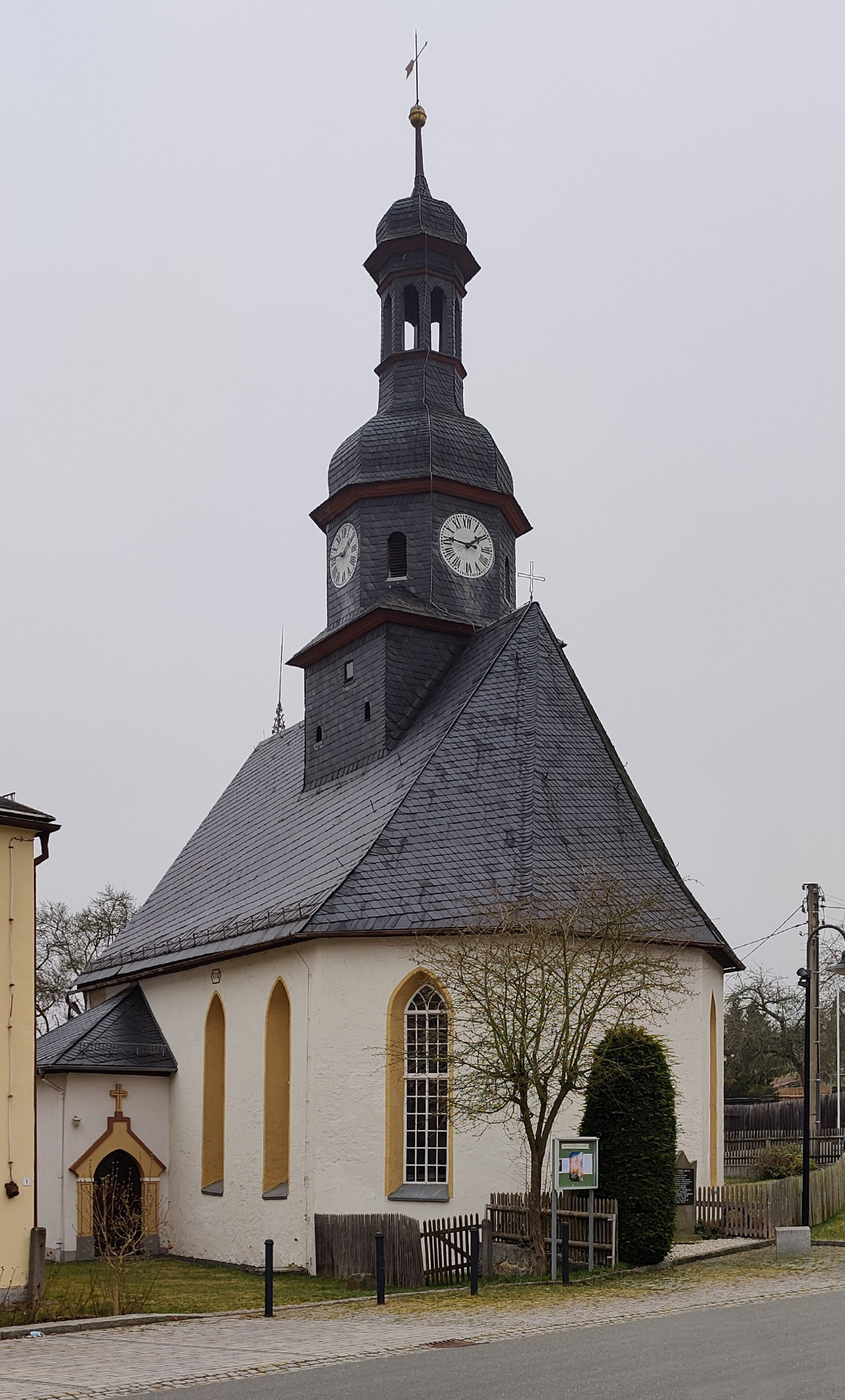
Außenansicht (2022)

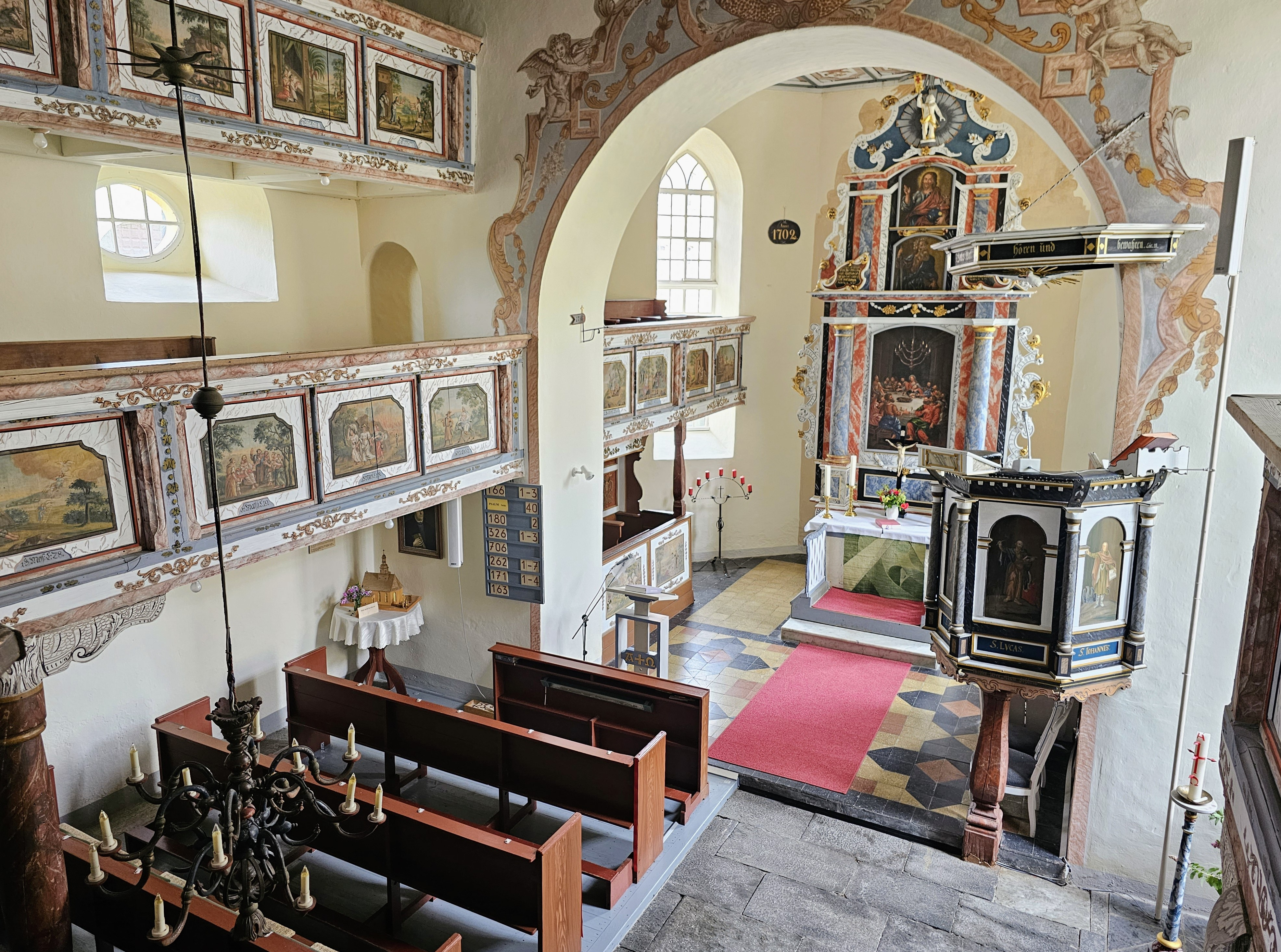
Innenraum (2023)

Die evangelische Dorfkirche St. Martin steht im Ortsteil Gräfenwarth der Stadt Schleiz im Saale-Orla-Kreis in Thüringen.

## Geschichte
Die Mitte des 14. Jahrhunderts erbaute Kirche war ein schlichtes gotisches Haus. Die Ausstattung stammt aus dem 18. Jahrhundert. Der kleine Kirchenraum mit zwei Emporen umfasst 180 Sitzplätze.
1759 erfolgte die Ausmalung mit Englischrot und Ocker auf weißen Grund.
Auf den Brüstungsfeldern der Emporen sind über vierzig neutestamentliche Szenen dargestellt.
Der Altar von 1784 ist prunkvoll gestaltet. Der Stuhl der Kirchenältesten steht neben dem Altar und ist mit den Namen bedeutender Bürger des Dorfes versehen.

## Orgel

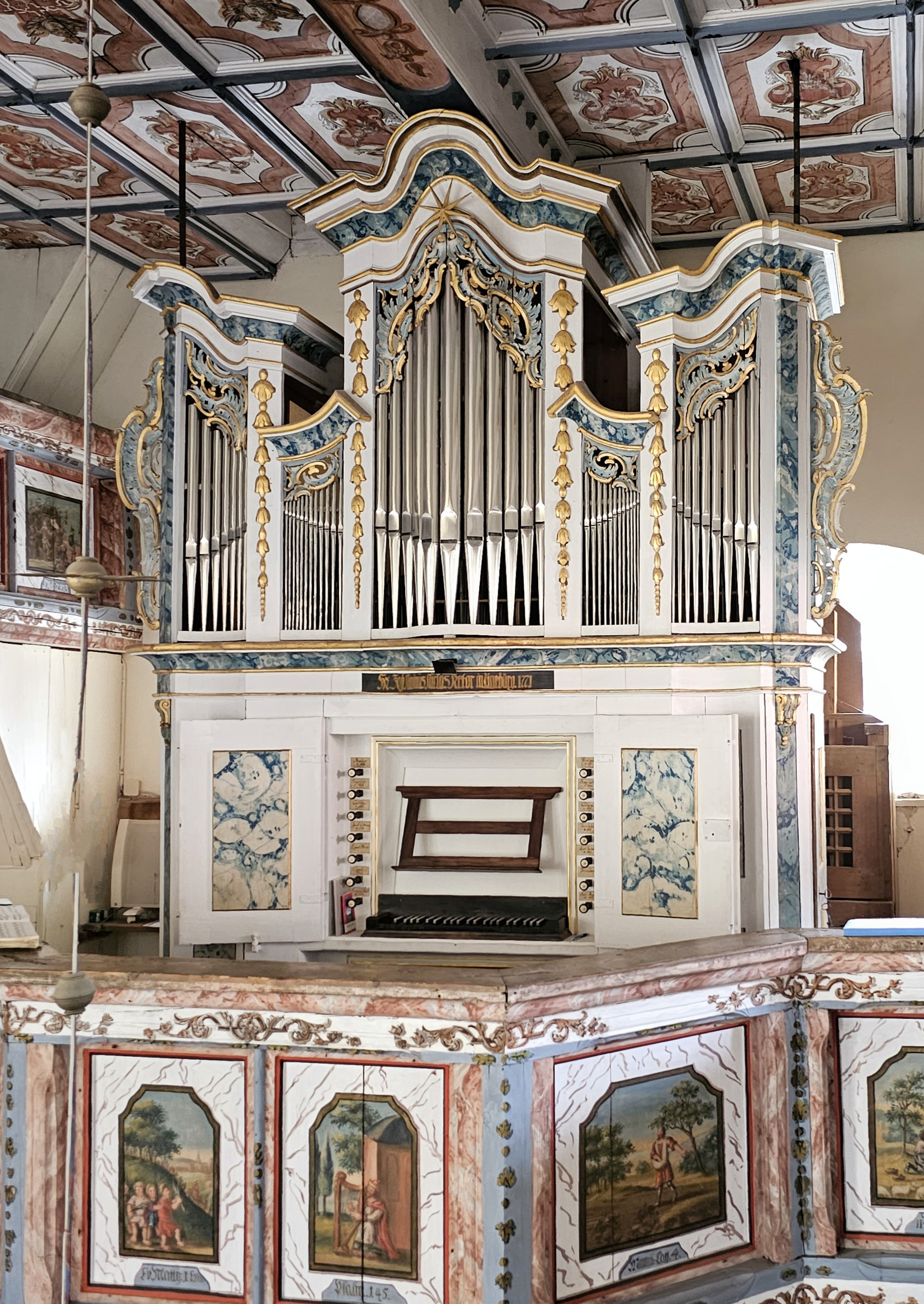
Orgel

Die von Orgelbauer Christian Ernst Friederici aus Gera 1771/1772 geschaffene Orgel ist gut erhalten und von hohem musikgeschichtlichen Wert. Die Zuschreibung an Friederici ist aufgrund der äußeren Gestaltung unbestritten, doch stellt ein 2007 bei der Restaurierung durch Rösel & Hercher Orgelbau entdeckter Zettel in der Windlade des Pedal mit dem Namen „C. W. Trampeli“ vor Fragen, da der Anteil Trampelis an dem Werk ungeklärt ist. Das Instrument verfügt über elf Register, die auf ein Manual und Pedal verteilt sind. Die Disposition lautet wie folgt:
| I Hauptwerk CD–c3 |    |
| Grob=Gedakt       | 8′ |
| Quintatena        | 8′ |
| Principal         | 4′ |
| Flaut d’Amour     | 4′ |
| Quinta            | 3′ |
| Octava            | 2′ |
| Flageolet         | 1′ |
| Sesquialtera II   |    |
| Mixtur III        |    |

| Pedal CD–c1    |     |
| Sub Baß        | 16′ |
| Principal Baß0 | 08′ |

- Koppeln: I/P
- Tremulant
- Zimbelstern